# Matriz Halbach

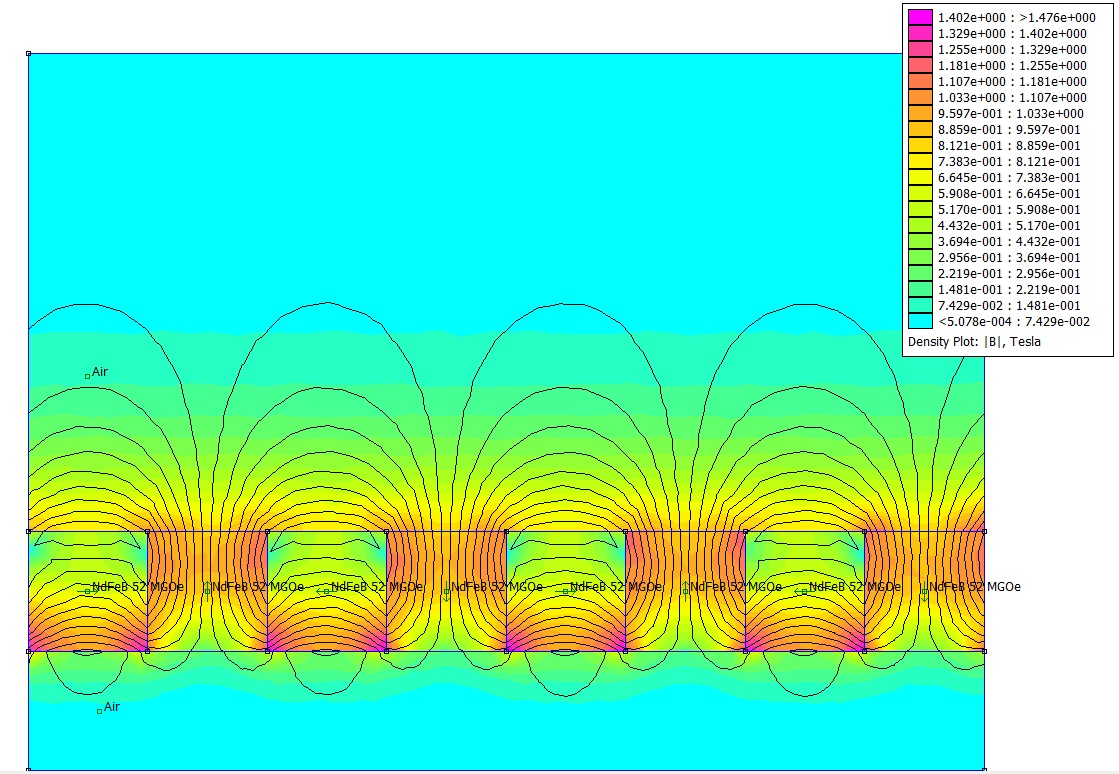
Diagrama del flujo magnético en una matriz Halbach.

Una matriz Halbach (del inglés: Halbach Array) es una combinación especial de imanes permanentes dispuestos para reforzar el campo magnético a un lado de la matriz mientras que elimina por interferencia el campo magnético en el lado opuesto. En la ilustración, el campo magnético se fortalece en el lado inferior y queda casi anulado en el lado superior. El diseño (en la parte frontal, la derecha arriba, la izquierda abajo) puede continuar hasta el infinito sin ningún problema. Es un proceso similar a la disposición de los imanes en forma de herradura dispuestos alternativamente con la polaridad invertida.

Ilustración de la disposición de los imanes en una matriz Halbach.

Diagrama esquemático de un láser de electrones libres

## Historia
El efecto fue descubierto por J.C. Mallison en 1973 y descrito como magnetic curiosity (curiosidad magnética), aunque el descubridor informó que el modelo podría utilizarse para aumentar la eficiencia de la tecnología de grabación en cinta magnética. Mallinson señaló que cada matriz con los componentes x e y, con fase de π/2, causaban un flujo magnético sólo a un lado, según la fórmula de función sin(kx),-cuerpo (kx). Al mismo tiempo este efecto fue descubierto de forma independiente por Klaus Halbach, que lo utilizó para enfocar partículas en el wiggler de un acelerador de partículas.

## Magnetización

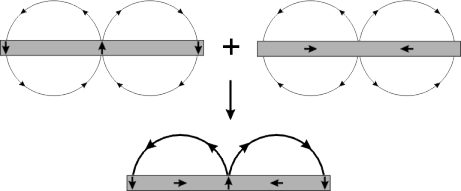
Cancelación de los componentes magnéticos resultando en un flujo en una cara.

Aunque la distribución del flujo de este campo magnético parece antiintuitivo, para aquellos familiarizados con los imanes sencillos o solenoides, la razón de dicha distribución puede ser visualizada usando el diagrama original de Mallison que muestra el campo de una barra de material ferromagnético con magnetización alterna en la dirección y y en la dirección x. El campo por encima del plano está en la misma dirección para ambas estructuras, pero el campo bajo el plano está en la dirección opuesta. Lo importante es que el flujo se cancelará bajo el plano y se reforzará por encima del plano. De hecho, cualquier patrón de magnetización donde los componentes de la magnetización están {\displaystyle \scriptstyle \pi /2} fuera de fase resultará en un flujo en una cara. La transformada matemática que desplaza la fase de todos los componentes de alguna función en {\displaystyle \scriptstyle \pi /2} se llama transformada de Hilbert. Los componentes del vector de magnetización pueden ser cualquier par de la transformada de Hilbert (la más sencilla de ellas es simplemente {\displaystyle \scriptstyle \sin(x)\cos(y)}, como se muestra en el diagrama).

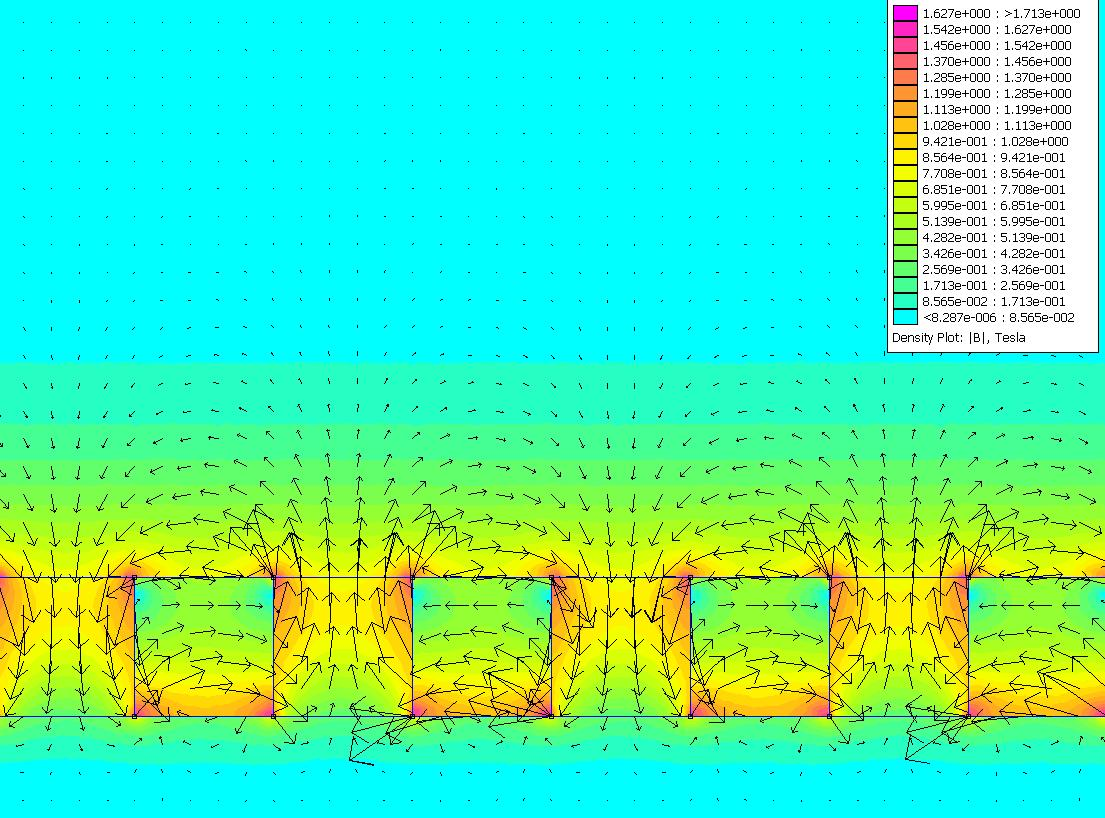
El campo magnético alrededor de una matriz Halbach infinita de imanes cúbicos. El campo no se cancela perfectamente debido a los imanes discretos usados.

El campo en el lado no cancelante de la matriz infinita variante continuamente es de la forma:
{\displaystyle F(x,y)=F_{0}e^{ikx}e^{-ky}}
donde:
{\displaystyle \scriptstyle F(x,y)} es el campo en la forma{\displaystyle \scriptstyle F_{x}+iF_{y}}
{\displaystyle \scriptstyle F_{0}} es la magnitud del campo en la superficie de la matriz
{\displaystyle \scriptstyle k} es el número de onda espacial (frecuencia espacial) {\displaystyle 2\pi /\lambda }

### Aplicaciones
Las ventajas de una distribución de flujo en una cara son:
- El campo es el doble de grande en el lado donde el flujo está confinado (en el caso ideal).

- No hay campo magnético (en el caso ideal) en el lado opuesto. Esto ayuda al confinamiento del campo, que normalmente es un problema en el diseño de estructuras magnéticas.

Estos elementos son componentes clave de la tecnología utilizada para la levitación magnética Inductrack. Estos trenes sólo requieren energía eléctrica para el desplazamiento del convoy. Las matrices Halbach rechazan las líneas de fuerza generadas mediante cables enterrados en la vía del tren haciendo levitar el convoy.
También se usan en imanes refrigerantes, motores AC sin escobillas, bobinas para altavoces orientación magnética de drogas, imanes para aceleradores de partículas y láser de electrones libres..

## Cilindro Halbach

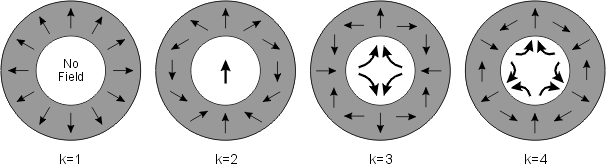
Un cilindro ferromagnético mostrando varios patrones de magnetización y campo magnético.

Un Cilindro Halbach es un cilindro magnetizado compuesto de material ferromagnético produciendo (en el caso ideal) un intenso campo magnético confinado enteramente dentro del cilindro con un campo nulo en el exterior. Los cilindros también pueden magnetizarse de tal manera que todo el campo magnético esté en el exterior del cilindro con campo nulo en el interior. Se muestran varias distribuciones de magnetización.
La dirección de magnetización dentro del material ferromagnético, en un plano perpendicular al eje del cilindro, es dada por
{\displaystyle M=M_{r}\left[\cos \left((k-1)\left(\varphi -{\frac {\pi }{2}}\right)\right){\widehat {\rho }}+\sin \left((k-1)\left(\varphi -{\frac {\pi }{2}}\right)\right){\widehat {\varphi }}\right]}
donde Mr es la remanencia ferromagnética (A/m). Un valor positivo de k − 1 da un campo magnético interno y un valor negativo da un campo magnético externo.
Idealmente estas estructuras se construirían con un cilindro de material magnético de longitud infinita con la dirección de magnetización variando continuamente. El flujo magnético producido por este diseño ideal sería perfectamente uniforme y estaría confinado enteramente dentro del cilindro o fuera del cilindro. En la práctica el cilindro es finito y producen no uniformidades en el campo magnético. La dificultad de fabricar un cilindro con una magnetización variable continuamente normalmente lleva a que el diseño se parte en segmentos.

### Aplicaciones
Estas estructuras cilíndricas se usan en motores AC sin escobillas, acopladores magnéticos y cilindros de elevado campo magnético.